# オーバー・ザ・ムーン
『オーバー・ザ・ムーン』（A Walk on the Moon）は、1999年のアメリカ合衆国の映画。サンダンス映画祭上映作品。主演のダイアン・レインがインディペンデント・スピリット賞主演女優賞にノミネートされた。日本では劇場公開されずVHSスルーとなり、後にDVD化もされた。

## ストーリー
1969年の夏。毎年、家族で過ごす避暑地にやってきたパール。彼女は10代で母親になり、毎日が満たされない生活を送っていた。ある日、洋服売りに来た若い男ウォーカーと出会う。この日はアポロ11号が初の月面着陸に成功した記念すべき日でもあった。
劇中に伝説的なロックコンサート「ウッドストック」の場面も流されている。

## キャスト
※括弧内は日本語吹き替え
- パール：ダイアン・レイン（田中敦子）
- ウォーカー：ヴィゴ・モーテンセン（山路和弘）
- アリソン：アンナ・パキン（小島幸子）
- マーティ：リーヴ・シュレイバー（原康義）
- リリアン：トヴァ・フェルドシャー（谷育子）
- ダニエル：ボビー・ボリエロ（渡辺悠）
- ニール：シュチュアート・ビック（伊藤和晃）